# Marktplatz Velden (Vils)

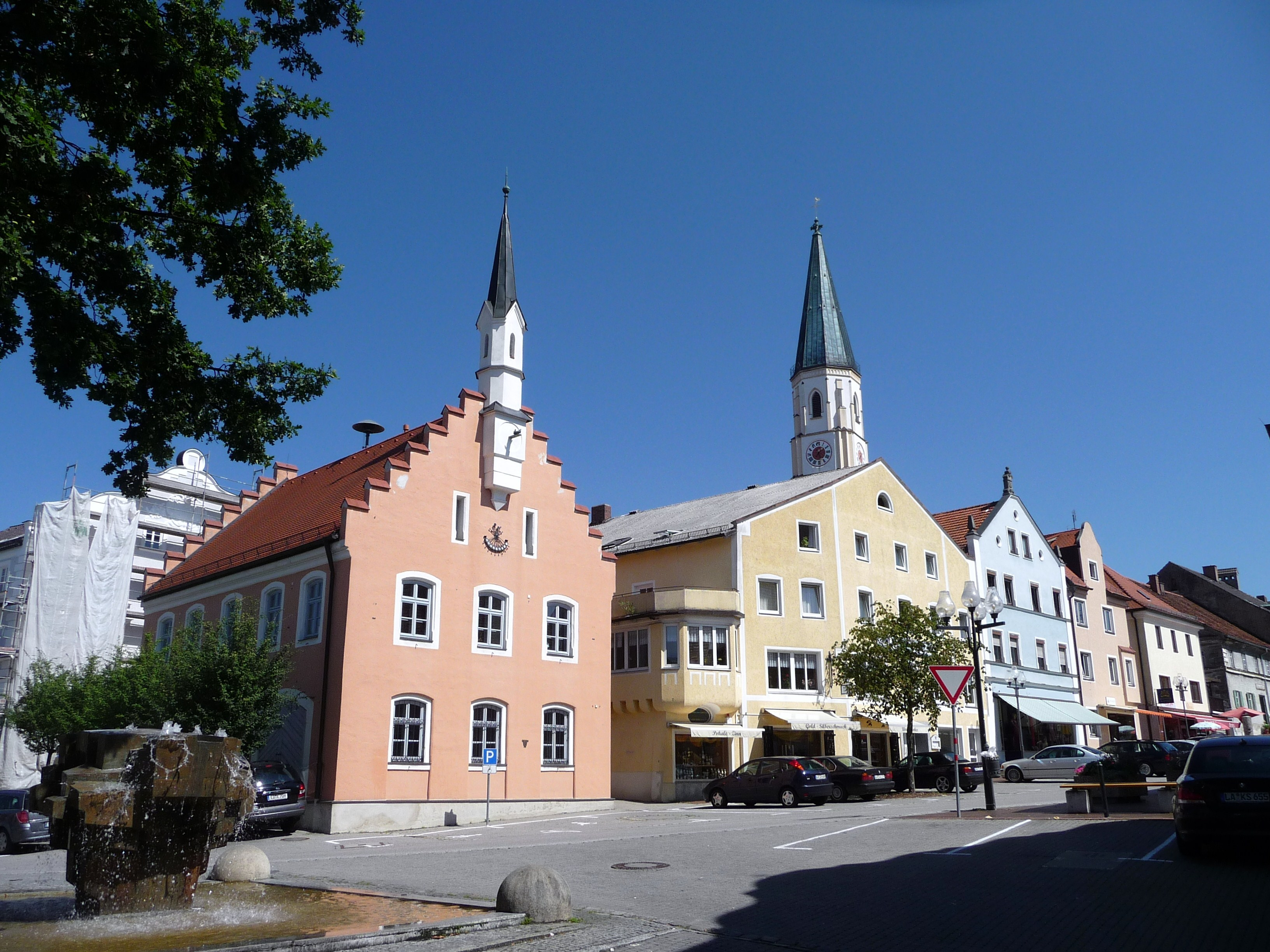
Marktplatz in Velden mit Rathaus (links außen)

Der Marktplatz in Velden, einem Markt im niederbayerischen Landkreis Landshut, ist ein geschütztes Bauensemble nach dem bayerischen Denkmalgesetz.

## Eingrenzung
Das Ensemble besteht aus dem mittelalterlichen Marktplatz, eine von Norden nach Süden ansteigende Straßenplatzanlage, die in ihrer Mitte in scharfem, rechtwinkligen Haken nach Osten abknickt. Die innere, den Fuß des Kirchhügels umschließende Häuserzeile des Straßenwinkels erhebt sich über deutlich höherem Geländeniveau als die äußere. Den Ausgleich bildet ein mit Bäumen bepflanzter Grünzug.

## Geschichte
Velden war in karolingischer Zeit bereits ein zentraler Ort, der sich unter der von 903 bis 1803 (siehe Säkularisation in Bayern) währenden Herrschaft des Hochstifts Regensburg zum Marktort entwickelte. 

## Beschreibung
Die überwiegend geschlossene Bebauung besteht meist aus Wohn- und Geschäftshäusern sowie Brauereigasthöfen, die nach dem Stadtbrand von 1862 neu entstanden sind oder ihre ältere äußere Form erhalten haben. Die Gebäude besitzen verputzte Fronten, ein Teil der Fassaden trägt Gliederungen und Verzierungen in Formen der Neugotik, der Neurenaissance und des Neubarocks. Die  Dachformen und Giebelabschlüsse sind verschieden. 
Die Verbindung der beiden Markthälften bildet das kleine neugotische Rathaus. An die ältere Bebauungsart vor dem Brand von 1862 erinnert eine Gruppe von kleinen Häusern mit vorstehenden Flachsatteldächern bei der ehemaligen Schmiede. 

## Einzelne Baudenkmäler
- Marktplatz 7: Ehemalige Schmiede, zweigeschossiges giebelständiges Gebäude mit vorstehendem Flachsatteldach, Blockbau-Kniestock und Erdgeschossarkaden über Rundpfeilern, Anfang des 19. Jahrhunderts.
- Marktplatz 13: Wohnhaus, kleines zweigeschossiges giebelständiges Gebäude mit vorstehendem Flachsatteldach, Mitte des 19. Jahrhunderts.
- Marktplatz 17: Ehemaliger Brauereigasthof und Pferdehandlung, dreigeschossige Anlage über hohem Sockelgeschoss mit Flachsatteldach und Vorschussgiebel, um 1880.
- Marktplatz 21: Ehemaliges Rathaus, freistehender zweigeschossiger Satteldachbau mit Treppengiebeln, am Südgiebel Dachreiter mit Spitzhelm, nach 1862.
- Marktplatz 25: Wohn- und Geschäftshaus, dreigeschossiger giebelständiger Satteldachbau, mit einfacher Geschoss- und Putzgliederung, Giebel mit Aufsätzen, bezeichnet 1899.
- Marktplatz 26: Gasthof, dreigeschossige Anlage, nördlich mit Walmdach, mit Zwerchhäusern und Eckerker, Putzgliederungen im geometrisierenden Jugendstil, 1909.
- Marktplatz 31: Wohn- und Geschäftshaus, zweigeschossiger traufständiger Satteldachbau, Ziegelstein, mit Eckquaderung, Geschossgliederung und Traufgesims, nach 1862.
- Marktplatz 33: Wohnhaus, später Wohn- und Geschäftsgebäude, zweigeschossiger Satteldachbau, östlich mit Walmdach, spätklassizistisch, mit rustizierten Ecklisenen, Putzgliederungen und Vortreppe, nach 1862.
- Marktplatz 38: Wohngebäude, später Wohn- und Geschäftshaus, zweigeschossiger giebelständiger Flachsatteldachbau mit Wellengiebel, wohl nach 1862, im Kern älter.
- Marktplatz 44: Wohnhaus, zweigeschossiger Satteldachbau in Ecklage, spätklassizistisch, mit Putzgliederungen und eisernem Balkon, nach 1862.

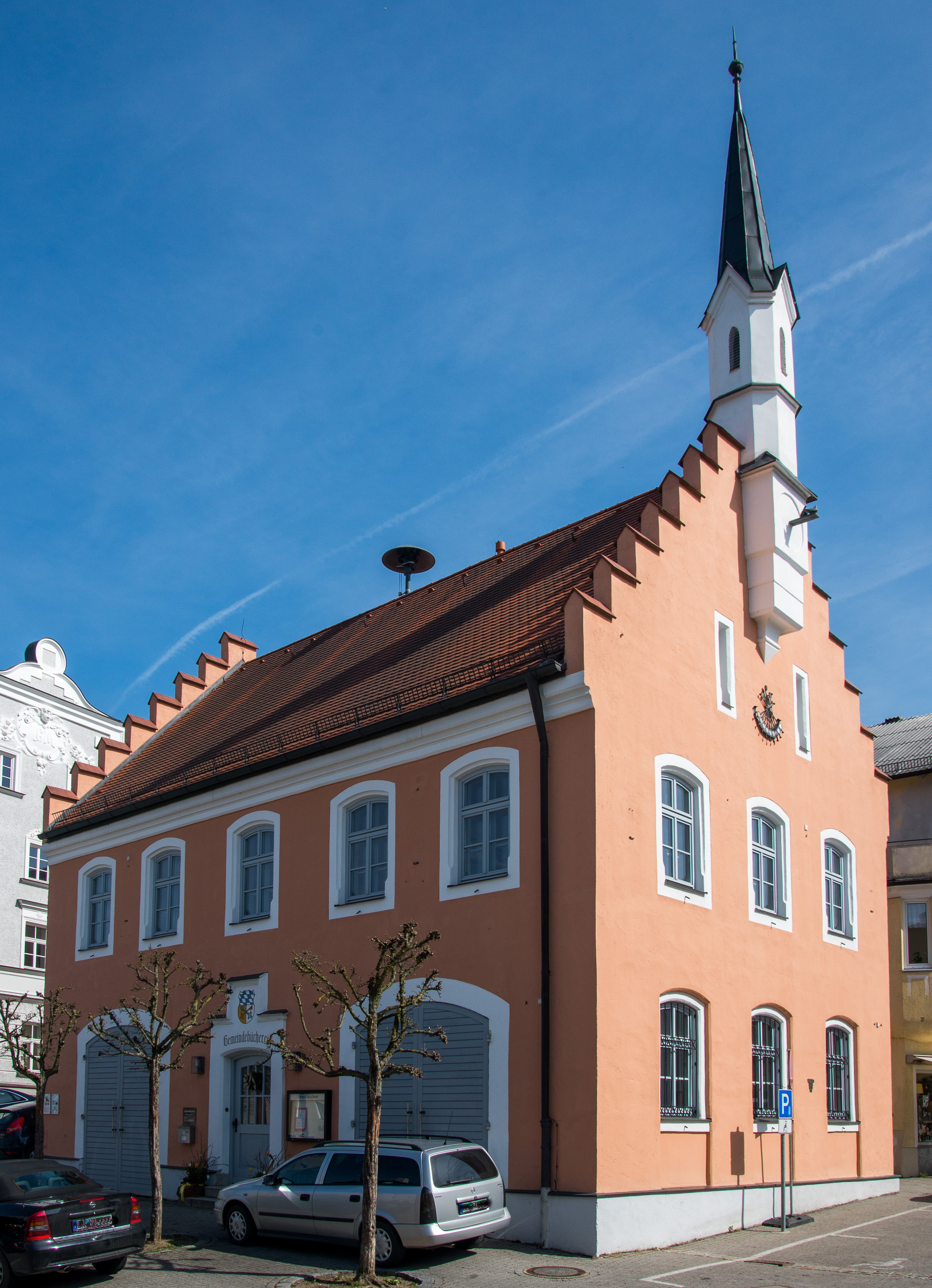
Ehemaliges Rathaus
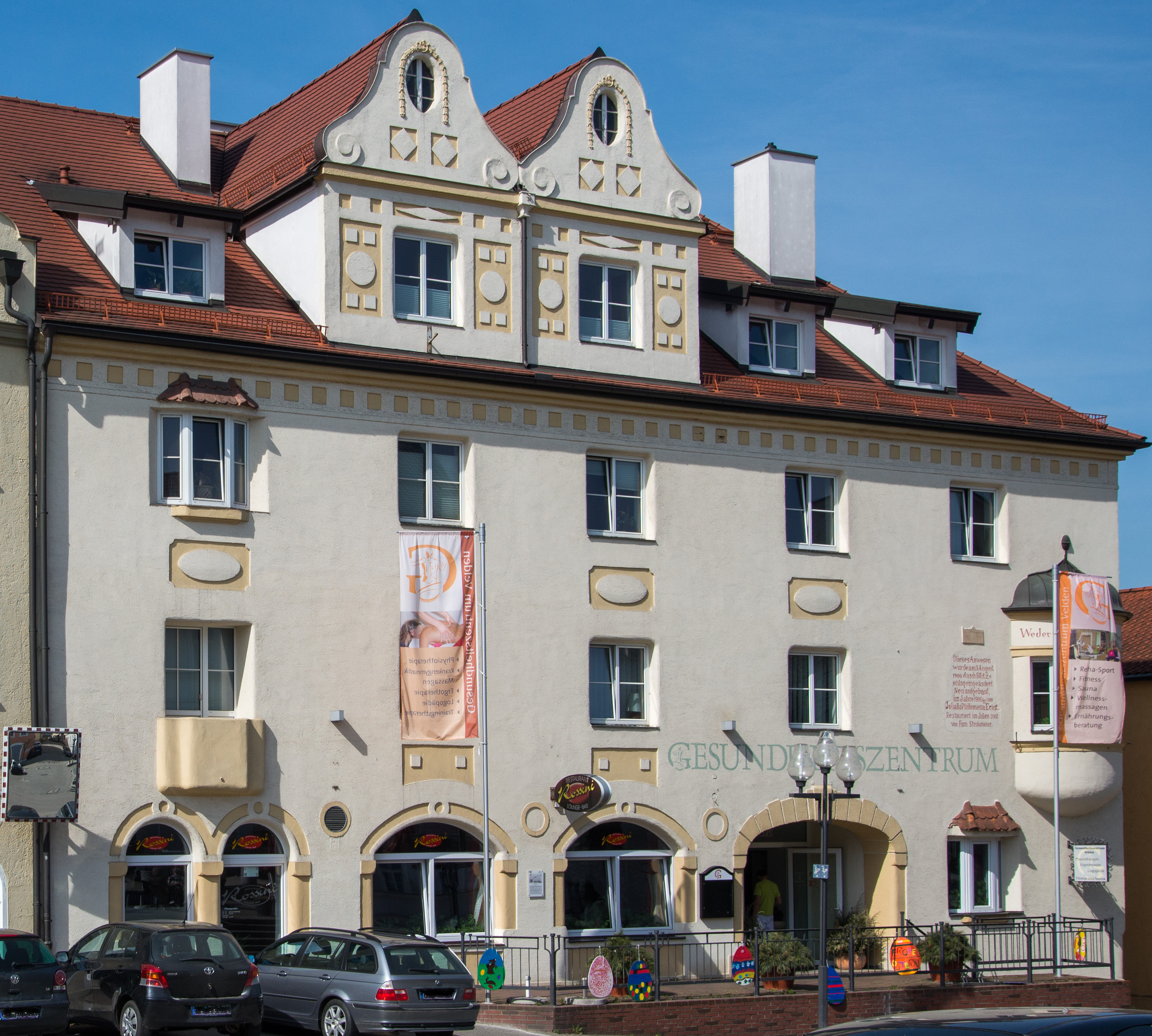
Gasthof, Marktplatz 26
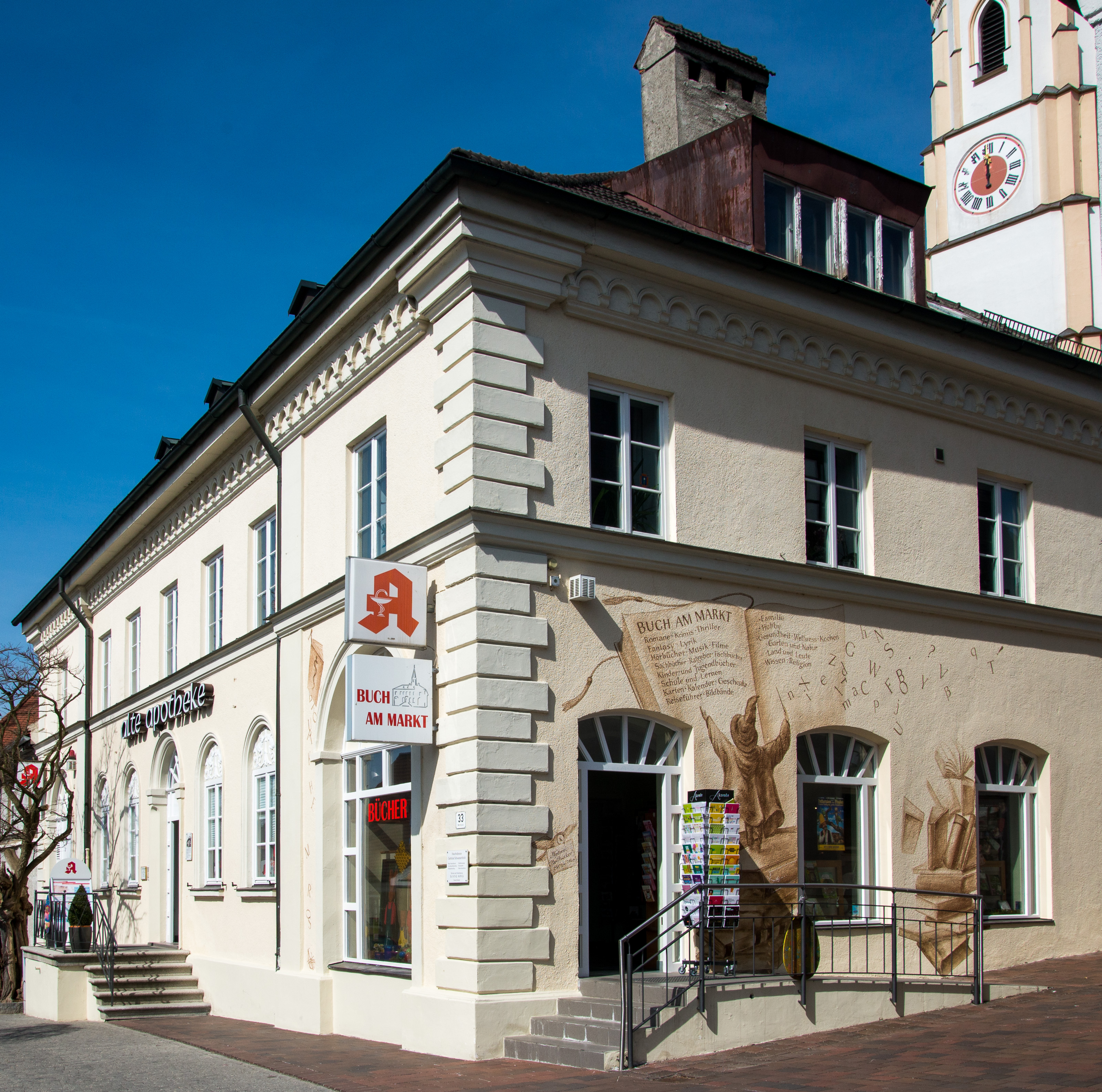
Wohnhaus, Marktplatz 33
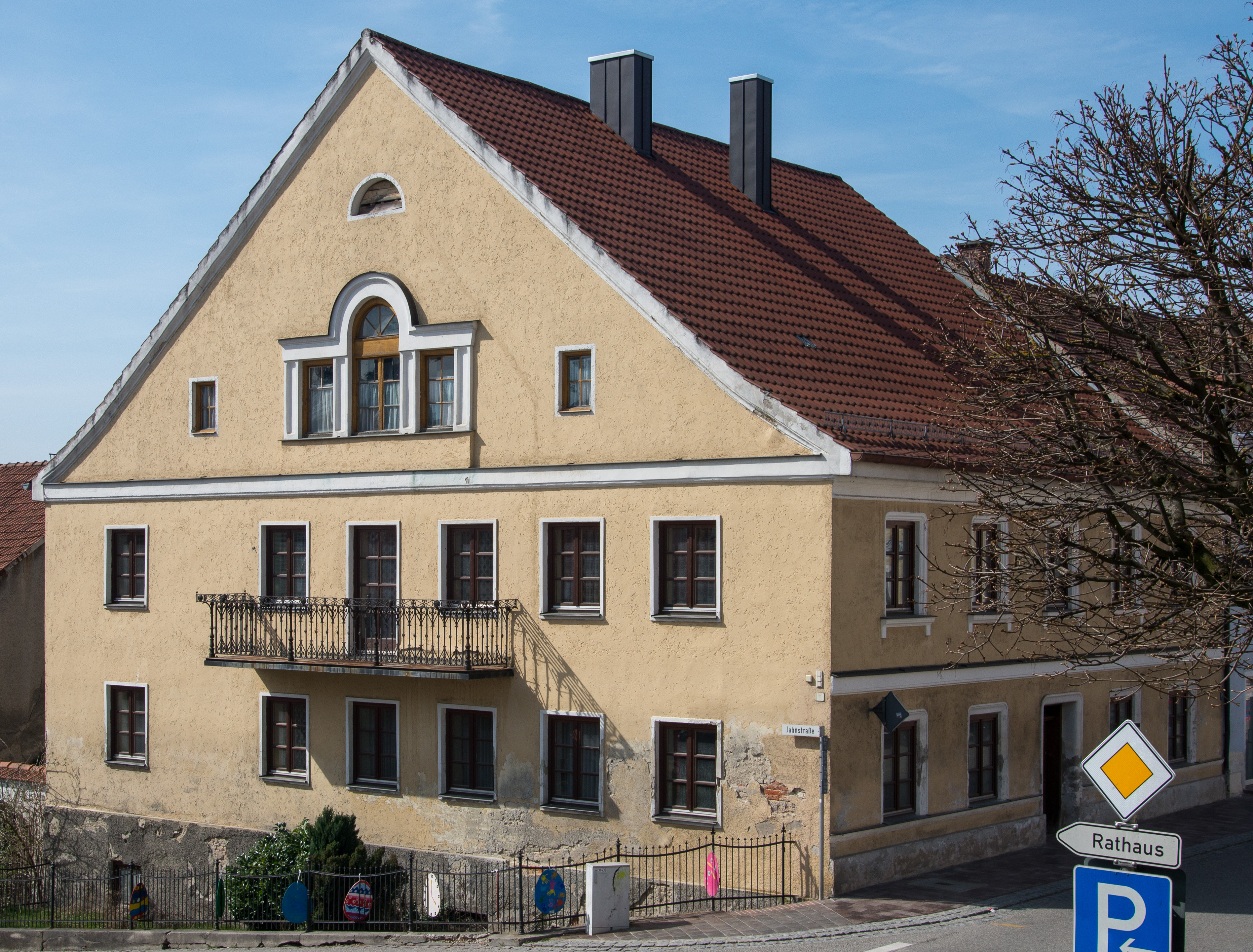
Wohnhaus, Marktplatz 44